# Elfershausen
Elfershausen là một đô thị ở huyện Bad Kissingen bang Bayern nước Đức. Đô thị Elfershausen có diện tích 34,92 km², dân số thời điểm ngày 31 tháng 12 năm 2006 là 2990 người.
Elfershausen có các thị trấn:
- Elfershausen
- Engenthal
- Langendorf
- Machtilshausen
- Trimberg

## Dân số
| Năm  | Dân số |
| 1970 | 2818   |
| 1987 | 2877   |
| 2000 | 3033   |